# Ялинник смугастий
Ялинник смугастий (Oxymirus cursor) — вид жуків з родини Скрипунових.

## Поширення
O. cursor входить до групи бореально-альпійських видів європейсько-сибірського зоогеографічного комплексу. Розповсюджений у гірських системах Центральної та Північної Європи, на Кавказі та в Сибіру.
В Україні широко розповсюджений у високогірних смерекових лісах Українських Карпат. У передгір’ях поширений дуже спорадично і є дуже рідкісним. Подекуди трапляється на Поліссі.

## Екологія
Літ триває з кінця травня до липня. Імаго зустрічається на різноманітних рослинах, квітів на відвідує.

## Морфологія

### Імаго
Вид середніх розмірів, 16-23 мм завдовжки. Забарвлення чорне, тільки вусики, гомілки і лапки червоно-бурого кольору. У самок надкрила червоно-бурі з двома поздовжніми чорними смугами, а у самців – повністю чорні, часто трапляються повністю руді самки і самці (“молоді жуки”). Надкрила мають також кілька ледь помітних реберець. Передньоспинка і загостреним бічним горбиком, і слабо вираженими горбиками на самому диску. Вусики розміщені між виїмчастими очима.

### Личинка
Личинка O. cursor товста, довжиною до 32 мм і шириною до 6 мм. Тіло вкрите дрібними рідкими щетинками. З кожної сторони голови по одному основному і двома додатковими вічками. Вусики дуже короткі, тричленикові. Щелепи на вершині скошені, з вузьким, вертикальним зубцем. Ноги тонкі, рудуваті, з маленькими кігтиками. Мозолі на сегментах черевця сильно ґранульовані: з дорзальної сторони в 4 ряди, а з вентральної – в 2. 9-й терґіт черевця з 2 суміжними, склеротизованими, зігненими вперед зубцями.

## Життєвий цикл
Личинка розвивається у мертвій, іноді сухій деревині хвойних. Життєіий цикл триває 2 роки.

## Охорона
Вид охороняється на території міста Києва.

## ЛІтература
1. Бартенев А.Ф. Обзор видов жуков-усачей (Coleoptera: Cerambycidae) фауны Украины // Вісті Харківського ентомологічного товариства. — 2003 (2004). — 11, № 1-2. — с. 24-43
2. Загайкевич І.К. До вивчення вусачів (Cerambycidae) Станіславської обл. // Проблеми ентомології на Україні. — К.: Вид-во АН УРСР, 1959. — с. 45-47;
3. Загайкевич І.К. Таксономия и экология усачей. — К.: Наукова Думка, 1991. — 420 с.;
4. Заморока А.М. Висотно-домінантний розподіл фауни жуків-вусачів на північно-східному меґасхилі Українських Карпат та південно-західній окраїні Східноєвропейської платформи // Вісн. Прикарпатського у-ту, серія біол. № 3 — Івано-Франківськ, 2003. — с. 112—127;
5. Заморока А.М. Зоогеографічна характеристика вусачів (Coleoptera: Cerambycidae) гірського масиву Ґорґан (Українські Карпати) // мат. наук. конф. — Дніпропетровськ, 2005. — с. 103—104;
6. Заморока А.М. Вплив комплексного висотного градієнту на формування домінантних форм жуків-вусачів (Coleoptera: Cerambycidae) на північно-східному макросхилі Українських Карпат та Передкарпатті // ІІ міжнародна наукова конференція студентів та аспірантів «Молодь і поступ біології». — Львів, 2006. — с. 251—252;
7. Заморока А.М. Жуки-вусачі Івано-Франківської області // мат. конф. «Проблеми вивчення та охорони біорізноманіття Карпат і прилеглих територій». — Івано-Франківськ, 2007. — с. 131—132;
8. Lazorko W. Die Koleopterologische Fauna des Berges «Jayce Perehinske» und der Umgebung (Ukraine, Karpaten — Gorgany Kette) // Proc. of Shevchenko Scient. Soc. math. phys. and med. section. — 1953. — p. 24-28;
9. Łomnicki M. Catalogus Coleopterorum Haliciae. — Leopoli, 1884. — S. 1-43;
10. Nowicki M. Verzeichniss galizischer Käfer // Beitrage zur Insektenfauna Galiziens. — Krakow, 1873. — S. 7-52.